# Dinochloa darvelana
Dinochloa darvelana là một loài thực vật có hoa trong họ Hòa thảo. Loài này được S.Dransf. mô tả khoa học đầu tiên năm 1989.